# Bernard Baissait
Bernard Baissait, né le 6 octobre 1948,, à Samoreau (Seine-et-Marne), est un graphiste, enseignant et basketteur français, ancien membre de l’Alliance graphique internationale.

## Biographie
Après ses études à l’École nationale supérieure des arts décoratifs, Bernard Baissait entre chez Visuel Design, l'atelier de graphisme Jean Widmer en 1975.
Avant et en parallèle de sa carrière de graphiste, il est basketteur pour le club de l'US Héricy et de l'AC Fontainebleau .
Il devient directeur artistique  pour des agences comme Young & Rubicam, Publicis, Ogilvy, BDDP durant les années 1979-1985.
En 1983, avec Philippe Cazal, il est créateur et éditeur de la revue Public. Ils sont les premiers à présenter le travail de Daniel Buren en couverture d’une revue française.
En 1985, il cofonde sa propre société Minium, qu'il quitte en 1990, pour fonder sa propre entreprise de graphisme La Compagnie Bernard Baissait jusqu'en 2007 l'arrêt de l'entreprise.
Il devient, en 1998, professeur à École supérieure d'arts graphiques Penninghen, poste qu'il occupe jusqu'en 2018,. Il y a notamment dirigé la thèse de l'artiste et graphiste Vahram Muratyan et eu comme élèves le duo d'artiste Nøne Futbol Club.
Il crée en 2013 avec Michel Wlassikoff, historien de l’art, l'« association signes, histoire et actualité du graphisme et de la typographie », qui a pour but de promouvoir le graphisme et la typographie,,.
En 2019, il fonde l'association The Soft Machine qui organise des ateliers/workshops ayant pour objet la création et la diffusion d’outils numériques dédiés à l’édition avec Nathalie Bazoche, Victoire Dubruel, Tom Bücher (graphiste), Christophe Salaün (développeur) ,.
Il a participé à la fondation Culture et Diversité, il a aussi été mentor lors du hackathon à Fontainebleau de la Wild Code School, a été expert pour l'évaluation de la qualité de l'enseignement supérieur du cursus « Arts appliqués et textile » en Belgique, a été membre de la commission « Allocation de recherche et de séjour en France et à l'étranger » du Centre national des Arts plastiques.

## Vie privée

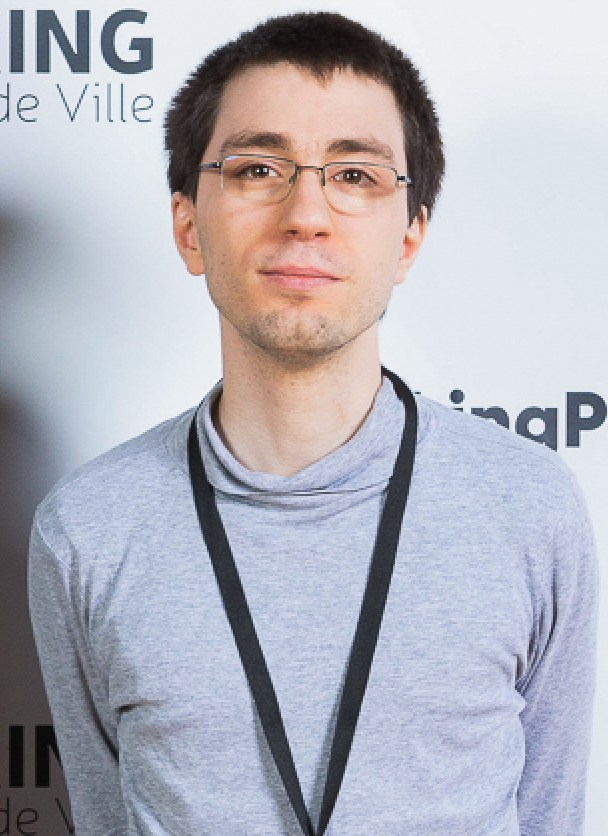
Victor Baissait en 2018

Bernard Baissait est marié et est le père de l'artiste, web-designer et développeur ,,,, journaliste musical (notamment au Maccaclub et à RefrainS) et journaliste spécialiste en tech : Victor Baissait né le 14 mars 1990 qui fait régulièrement des interventions dans les médias et podcasts pour évoquer des sujets en lien avec la tech et le web (fake news, dataviz, données, réseaux sociaux, trolls, faux profils, arnaque, etc.),,,,,. Ce dernier, ancien élève de l'école Hétic, a publié, deux livres : « Last Train To London » et « On The Run Again » sur ses expériences en stage. Il a sa chaîne Youtube et sa chaine Twitch où il évoque les enjeux de la tech et du web,. Il a aussi participé à et réalisé des courts métrages,.

## Œuvre

Logo réalisé par la Compagnie Bernard Baissait

Au cours de sa carrière, Bernard Baissait travaille principalement pour des institutions culturelles (musées, galeries, centres d'art et autres institutions culturelles principalement en France mais aussi à l'étranger). On peut notamment citer: l'Association française d'action artistique, la Maison de la culture du Japon à Paris ,,, les châteaux de la Drôme (Conseil général de la Drôme: Château des Adhémar, château de Grignan, château de Suze-la-Rousse), Electra, la Fondation électricité de France à Paris, le Centre Pompidou (Paris),, la Caisse des dépôts et consignations, la Manufacture nationale de Sèvres, la Bibliothèque François-Mitterrand, Mobilier national, manufacture des Gobelins, Mouton Rothschild, le Mémorial De La Shoah, la Cinémathèque de Toulouse, le ministère de la Culture et de la Communication, l'institut Lumière, les Galeries nationales du Grand Palais, Musée des beaux-arts de Valenciennes, Musée des beaux-arts de Rouen, Musée national de Port-Royal des Champs, Magny-les-Hameaux, Le Quartier, centre d'art contemporain de Quimper, la FIAC, le Jeu de Paume, l'association des amis du parc et du château de Bagatelle, La Galerie Jeanne Bucher Jaeger, Palais Galliera, musée de la mode de la ville de Paris, Musée Cernuschi, SEMA, Société d'encouragement aux métiers d'art, Le Centre Culturel Français du Cambodge, Phnom Penh, Musée des années 30 à Boulogne-Billancourt, Musée des arts et traditions populaires, Musée Sainte-Croix à Poitiers, Palais Fesch-Musée des beaux-arts, Ajaccio, Centre d'art contemporain d'Ivry - le Crédac,Musée du quai Branly - Jacques Chirac,Centre régional d’art contemporain, Sète, Les Musées royaux des beaux-arts de Belgique, Bruxelles, Domaine de Kerguéhennec, centre d'art contemporain, Morbihan, FRAC Auvergne, FRAC Bretagne.

Logo de l'AFAA réalisé par Bernard Baissait

Musée d'Art moderne de Paris: logotype de 1987 à 2012, réalisé par l'agence Minium de Bernard Baissait.

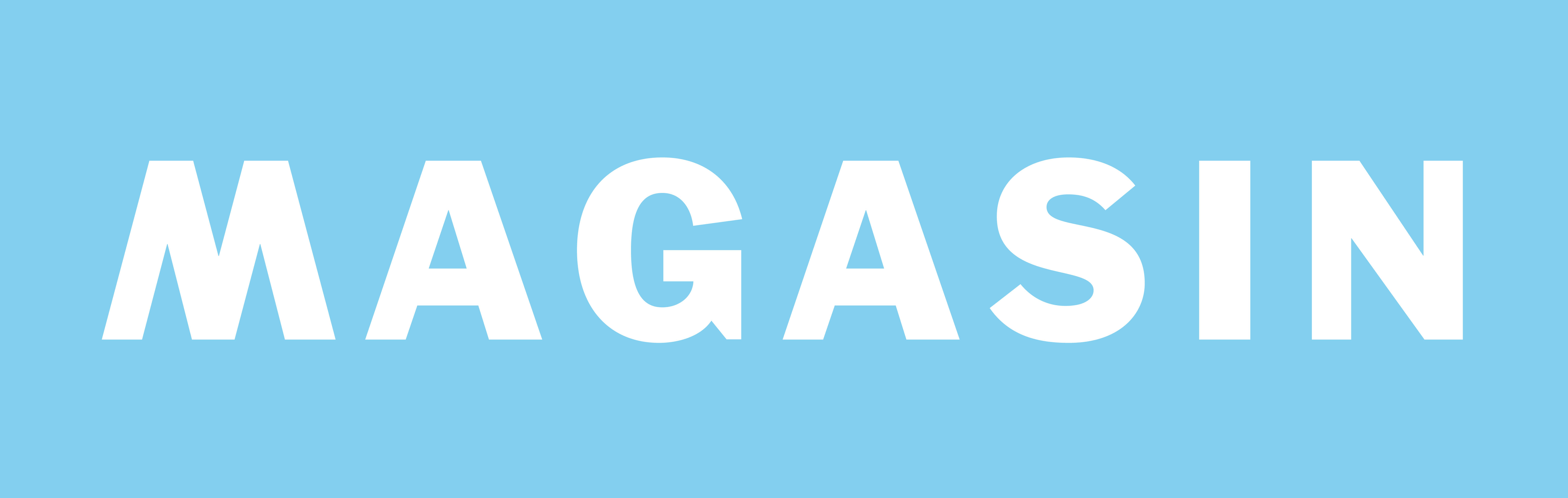
Logo du Magasin créé par l'agence Minium de Bernard Baissait en usage jusqu'en 2016.

Il a aussi travaillé pour des artistes comme Daniel Buren, Philippe Cazal , Olivier Agid, Ange Leccia, Marie Denis, Paul Armand Gette,, Jean Pierre Bertrand, Pierrette Bloch, Rebecca Horn, Patrick Faigenbaum, Gilles Aillaud, Bruno Mathon.
Mais aussi pour des écoles d'art et/ou de graphisme: L'École supérieure des beaux-arts de Nîmes, l'École nationale supérieure d'art et de design de Nancy, l'École nationale supérieure d'arts de Paris-Cergy, l'École nationale supérieure des beaux-arts de Lyon, l'École supérieure d'art et design de Valence, l'École supérieure d'art de Grenoble...

## Récompenses et distinctions
Il a reçu plusieurs prix de la part du club des directeurs artistiques,. 
Il est un ancien membre de l'Alliance graphique internationale qu'il a quitté à la suite de désaccords en 2001.

## Réalisation marquantes
Bernard Baissait, avec son agence Minium, a réalisé le logo du Musée d'Art moderne de Paris en usage jusqu'en 2012, la mise en page des livres de la collection du cabinet d'art graphique au Centre Pompidou, les premiers catalogues et le logo du Magasin, le centre d'art contemporain de Grenoble, mais aussi pendant plus de 15 ans les affiches de l'Espace Fondation EDF.
Il a réalisé en 2013, l'affiche de « Jardins, Jardin ».
Il a fait réaliser par les étudiants de l'École supérieure d'arts graphiques Penninghen en 2012 et de la Haute École d'art et de design Genève en 2013 les cartes de vœux de la RATP sur les écrans numériques du métro et RER.
Il co-sort avec la Galerie de France en 2019 le livre « Une Galerie - Un Graphiste, Galerie de France - Bernard Baissait, 1988-2018 », un ouvrage reprenant l'intégralité des invitations et des publications qu'il a créées pour Galerie de France durant trente ans,

## Clubs
- 1968- ?:  US Héricy
- ?  AC Fontainebleau [4]
- 1976-79:  US Héricy

## Engagement politique
Il signe une tribune dans Libération en 1997 pour s'opposer à la Loi Debré